# Arizonski čempres
Arizonski čempres (lat. Hesperocyparis arizonica; sin. Cupressus arizonica) vrsta je drveta nekada uključivanog u rod čempresa. Autohton je za jugozapadnu Sjevernu Ameriku, u Sjedinjenim Državama u Arizoni, jugozapadnom Novom Meksiku, južnoj Kaliforniji i na planini Chisosu zapadnoga Teksasa, te u Meksiku u Coahuili, Chihuahui, Durangu, Tamaulipasu, Zacatecasu i sjevernoj Baja Californiji. 
U divljini se vrsta može često pronaći u manjim, raštrkanim populacijama, ne nužno u velikim šumama. Primjer pojavljivanja je u borovo-hrastovoj šumi Sierre Juáreza i San Pedra Mártira u Meksiku gdje se može pronaći zajedno s kanjonskim živim hrastom i kalifornijskom lepezastom palmom.
- Cupressus arizonica var. glabra (glatki arizonski čempres), listovi
- Cupressus arizonica var. arizonica, sjeme

## Soinonimi
- Callitropsis arizonica (Greene) D.P.Little
- Cupressus arizonica Greene
- Cupressus arizonica var. bonita Lemmon
- Cupressus arizonica f. glomerata Martínez
- Cupressus arizonica f. minor Martínez
- Cupressus arizonica f. typica Martínez
- Cupressus benthamii var. arizonica (Greene) Mast.
- Cupressus lusitanica subsp. arizonica (Greene) Maire
- Neocupressus arizonica (Greene) de Laub.